# Бортничук, Камиль
Камиль Бортничук (пол. Kamil Bortniczuk; род. 11 июня 1983 в Глухолазах) — польский политик, депутат Сейма с 2018 года, Министр спорта и туризма (2021-2023) во втором правительстве Моравецкого.

## Биография
Родился 11 июня 1983 в Глухолазах.
В 2007 году окончил факультет международных отношений Вроцлавского университета, а в 2017 юридический факультет Гданьского университета.
В 2002 вступил в «Право и Справедливость». От этой партии был избран в Городской совет Глухолазов. Бортничук покинул партию после конфликта со Славомиром Клосовским и Мечиславом Валькевичем, с которыми ранее сотрудничал.
В 2010 участвовал в выборах бурмистра Глухолазов, но проиграл. В том же году вступил в партию «Польша важнее всего» и от неё в 2011 баллотировался в Сейм.
В 2013 году стал соучредителем партии «Польша вместе».
На местных выборах 2014 года вновь баллотировался на пост бурмистра Глухолазов, но проиграл Эдуарду Шупричиньскому во втором туре.
В 2015 году неудачно баллотировался в Сейм, получив 2564 голоса и заняв 3 место в своем округе.
В ноября 2017 года стал членом партии «Согласие».
В 2018 году Камиль Бортничук стал депутатом Сейма VIII созыва, получив мандат Бартоломея Ставярского, избранного бурмистром Намыслува.
На парламентских выборах 2019 года был избран в Сейм IX созыва, получив 16 953 голоса. 20 декабря 2019 года назначен Государственным секретарем Министерства фондов развития и региональной политики. В апреле 2020 Бортничук подал в отставку с этой должности.
5 февраля 2021 года Бортничук,  и ещё несколько членов партии «Согласие» были исключены из неё. Вместе с Адамом Беланом стал сооснователем польской Республиканской партии.
26 октября 2021 стал Министром спорта и туризма во втором правительстве Матеуша Моравецкого.
В апреле 2022 года.на фоне вторжения России на Украину Бортничук заявил, что Польша поддерживает исключение России из всех спортивных федераций под руководством Международного олимпийского комитета.
В феврале 2023 года министр выразил готовность бойкотировать Олимпийские игры в Париже, если к ним будут допущены российские спортсмены.

## Личная жизнь
Родителей зовут Мстислав и Гражина.
Отец четверых детей: дочерей Милены, Люции и Сары и сына Юлиана.